# Sociedad Aristotélica
La Sociedad Aristotélica para el Estudio Sistemático de la Filosofía, más conocida como la Sociedad Aristotélica, se fundó en una reunión el 19 de abril de 1880, en el número 17 de Bloomsbury Square, Londres. Las reglas de la sociedad estipulaban :
"El objeto de esta Sociedad será el estudio sistemático de la filosofía; 1º, en cuanto a su desarrollo histórico; 2º, en cuanto a sus métodos y problemas."

## Trayectoria
En su reunión fundacional a Sociedad Aristotélica resolvió "constituir una sociedad de unos veinte miembros e incluir damas; la sociedad se reuniría quincenalmente, los lunes a las 8 h. en punto, en las salas de la Asociación de la Reforma Ortográfica ..." 
Según H. Wildon Carr, al elegir un nombre para la sociedad, fue:
    "esencial encontrar un nombre que prescribiera definitivamente el carácter especulativo del estudio que iba a ser el ideal de la Sociedad, y parecía que la mejor manera de conseguirlo era adoptando el nombre de un filósofo eminentemente representativo. Sólo hay un nombre de este tipo en la historia de la filosofía y por eso nos convertimos en la Sociedad Aristotélica, no para el estudio especial de Aristóteles o del Aristotelismo, sino para el estudio sistemático de la Filosofía ".
El primer presidente de la sociedad fue Shadworth H. Hodgson. Fue presidente durante catorce años desde 1880 hasta 1894, cuando propuso al Dr. Bernard Bosanquet como su reemplazo.
El profesor Alan Willard Brown señaló en 1947 que «los miembros [de la Sociedad] no eran todos hombres de posición intelectual establecida. Dio la bienvenida a las mentes jóvenes recién salidas de la universidad, así como a los filósofos aficionados mayores con intereses y propósitos serios. Pero muchos hombres distinguidos fueron miembros fieles, y no ha quedado la menor duda de la sociedad, incluso hasta el día de hoy, de la oportunidad que brinda a las diferentes generaciones de intelectuales de reunirse en una atmósfera de discusión razonada y responsable." 
La sociedad continúa reuniéndose quincenalmente en la Casa del Senado de la Universidad de Londres para escuchar y discutir artículos filosóficos de todas las tradiciones filosóficas. Su otra función incluye la concesión de subvenciones para apoyar la organización de conferencias académicas en filosofía y, con la Oxford University Press, la producción de la serie de monografías filosóficas "Lines of Thought".
La conferencia anual de la sociedad, organizada desde 1918 en conjunto con la Mind Association, (editoras de la revista filosófica Mind), se conoce como la Sesión Conjunta de la Sociedad Aristotélica y la Mind Association, y es organizada por diferentes departamentos universitarios en julio de cada año. .

## Publicaciones
La primera edición de los procedimientos de la sociedad, Proceedings of the Aristotelian Society for the Systematic Study of Philosophy, ahora Proceedings of the Aristotelian Society, se publicó en 1888.
Los artículos de los oradores invitados a la conferencia de la Sesión Conjunta se publican en junio de cada año (es decir, antes de la conferencia conjunta) en las Actas de la Sociedad Aristotélica, Volumen suplementario.
Las actas y el volumen suplementario son publicados por la sociedad y distribuidos por la Oxford University Press. JSTOR ha digitalizado ambas revistas.

## Lista de presidentes actuales y pasados
Muchos filósofos importantes han servido a la sociedad como presidentes:
 
- Shadworth H. Hodgson (1880–1894)
- Bernard Bosanquet (1894–1898)
- D. G. Ritchie (1898–1899)
- G. F. Stout (1899–1904)
- Hastings Rashdall (1904–1907)
- Lord Haldane of Cloan (1907–1908)
- Samuel Alexander (1908–1911)
- Bertrand Russell (1911–1913)
- G. Dawes Hicks (1913–1914)
- Arthur Balfour (1914–1915)
- H. Wildon Carr (1915–1918)
- G. E. Moore (1918–1919)
- James Ward (1919–1920)
- W. R. Inge (1920–1921)
- F. C. S. Schiller (1921–1922)
- A. N. Whitehead (1922–1923)
- Percy Nunn (1923–1924)
- Lord Lindsay of Birker (1924–1925)
- J. A. Smith (1925–1926)
- C. Lloyd Morgan (1926–1927)
- C. D. Broad (1927–1928)
- A. E. Taylor (1928–1929)
- J. Laird (1929–1930)
- Beatrice Edgell (1930–1931)
- W. G. de Burgh (1931–1932)
- Leonard J. Russell (1932–1933)
- L. Susan Stebbing (1933–1934)
- G. C. Field (1934–1935)
- J. L. Stocks (1935–1936)
- Samuel Alexander (1936–1937)
- Bertrand Russell (1937–1938)
- G. F. Stout (1938–1939)
- Sir William David Ross (1939–1940)
- Hilda D. Oakeley (1940–1941)
- A. C. Ewing (1941–1942)
- Morris Ginsberg (1942–1943)
- H. H. Price (1943–1944)
- H. J. Paton (1944–1945)
- Gilbert Ryle (1945–1946)
- R. B. Braithwaite (1946–1947)
- Norman Kemp Smith (1947–1948)
- C. A. Mace (1948–1949)
- William Kneale (1949–1950)
- John Wisdom (1950–1951)
- A. J. Ayer (1951–1952)
- H. B. Acton (1952–1953)
- Dorothy Emmet (1953–1954)
- C. D. Broad (1954–1955)
- J. N. Findlay (1955–1956)
- J. L. Austin (1956–1957)
- R. I. Aaron (1957–1958)
- Karl Popper (1958–1959)
- H. L. A. Hart (1959–1960)
- A. E. Duncan–Jones (1960–1961)
- A. M. MacIver (1961–1962)
- H. D. Lewis (1962–1963)
- Sir Isaiah Berlin (1963–1964)
- W. H. Walsh (1964–1965)
- Ruth L. Saw (1965–1966)
- Stephan Körner (1966–1967)
- Richard Wollheim (1967–1968)
- D. J. O'Connor (1968–1969)
- P. F. Strawson (1969–1970)
- W. B. Gallie (1970–1971)
- Martha Kneale (1971–1972)
- R. M. Hare (1972–1973)
- Charles H. Whiteley (1973–1974)
- David Daiches Raphael (1974–1975)
- A. M. Quinton (1975–1976)
- D. M. Mackinnon (1976–1977)
- D. W. Hamlyn (1977–1978)
- G. E. L. Owen (1978–1979)
- A. R. White (1979–1980)
- P. G. Winch (1980–1981)
- R. F. Holland (1981–1982)
- Timothy Smiley (1982–1983)
- A. R. Manser (1983–1984)
- Peter Alexander (1984–1985)
- Richard Sorabji (1985–1986)
- Martin Hollis (1986–1987)
- G. E. M. Anscombe (1987–1988)
- Onora O'Neill (1988–1989)
- Renford Bambrough (1989–1990)
- John Skorupski (1990–1991)
- Timothy Sprigge (1991–1992)
- Hugh Mellor (1992–1993)
- David E. Cooper (1993–1994)
- Jonathan Dancy (1994–1995)
- Christopher Hookway (1995–1996)
- Jennifer Hornsby (1996–1997)
- John Cottingham (1997–1998)
- Adam Morton (1998–1999)
- David Wiggins (1999–2000)
- James Griffin (2000–2001)
- Jane Heal (2001–2002)
- Bob Hale (2002–2003)
- Paul Snowdon (2003–2004)
- Timothy Williamson (2004–2005)
- Myles Burnyeat (2005–2006)
- Thomas Baldwin (2006–2007)
- Dorothy Edgington (2007–2008)
- M G F Martin (2008–2009)
- Simon Blackburn (2009–2010)
- Quassim Cassam (2010–2011)
- Marie McGinn  (2011–2012)
- Sarah Broadie (2012–2013)
- David Papineau (2013–2014)
- A. W. Moore (2014–2015)
- Susan James (2015–2016)
- Tim Crane (2016–2017)
- Helen Beebee (2017–2018)
- Jo Wolff (2018–2019)